# 白のファルーカ
『白のファルーカ』（しろのファルーカ）は、槇村さとるによる日本の漫画作品。『愛のアランフェス』に続く、作者にとっては2作目の長編フィギュアスケート漫画で、『別冊マーガレット』（集英社）誌上で1987年3月号から1989年7月号まで連載された。単行本は全8巻（集英社マーガレットコミックス）。

## 制作背景
『愛のアランフェス』で描かれたのは主にシングルとペア競技だったが、本作ではアイスダンスが題材となっている。
「‘’情熱のカルメンを、冷たい氷の上で踊ったら、ステキだろうなァ…‘’とある日突然思いつき、思いついたとたんに‘’描きたい!!‘’となって、始まった連載」とコミックス3巻のカバー折り返しにて作者はコメントしている。「カルメン」は、主人公2人がカップルを組んで最初のシーズンのフリーダンスに使用されている。
『愛のアランフェス』で主要キャラクターだった筒美一、貝谷真紀子が主人公たちのコーチとして登場している。

## あらすじ
秋吉樹里が大ファンだったフィギュアスケーター・松木恵は、試合で大怪我を負ったあと表舞台から姿を消してしまった。しかし、樹里の所属するリンクにある日突然恵が現れ、アイスダンスに転向すると言い、そのパートナーに樹里を指名してくる。アイスダンスの基本「2人で滑る」ことを無視して身勝手な要求ばかりする恵に樹里は腹を立てるが、やがて互いをパートナーと認め合い進み始める。そんな2人の可能性に賭けた筒美・貝谷夫妻もコーチにつき、東日本選手権、全日本選手権へと挑んでいく。
いつしか互いにパートナー以上の感情を持つようになった2人の前に、シングルスケーターの海堂恩が現れる。樹里と組みたいと言う彼に、樹里と恵の気持ちはかき乱されるが、パートナーとしても恋人としても互いをかけがえのない存在だと再確認する。2人は五輪のかかった全日本選手権に新たな大技も取り入れて臨んだものの原田兄妹組に敗れてしまうが、五輪で故障した原田組に代わって世界選手権に出場できることになった。樹里にとっては初めての国際大会ながら、2人は観客の心を揺り動かす滑りを披露して大健闘した。だがエキジビションの演技中、集中力を欠いた樹里は怪我を負ってしまう。それは同じ大会に出場していた海堂から驚くべき話を明かされたからだった。
かつてフラメンコダンサーだった海堂の母親フェルナンダは、彼女に執着した恵の父・剛士が遠因で交通事故によって亡くなっていた。そのときフェルナンダの友人として車に同乗していてやはり事故死してしまったのが樹里の両親だったのだ。母を失った海堂は剛士を憎み、その憎しみは息子の恵にも向けられていた。自分たちの因縁の深さに動揺しながら、樹里は帰国後も普段通りを装っていたが、やがて恵もまた、自分の父が海堂の母や樹里の両親に何をしたのかを知ってしまう。ショックを受けた恵はカップル解消を告げ行方をくらまし、恵を取り戻したい樹里は、あえて海堂のパートナーになることを選ぶ。樹里を諦めきれなかった恵が姿を現したのは、海堂との初めての試合の直前だった。シングルだけでなく、アイスダンサーとしても卓越した海堂との練習でスケーティング技術が飛躍的に向上した樹里と、5か月も氷に乗っていない恵とではもうともに滑ることすら難しくなっていた。恵もそのことを自覚していたが、樹里とのカップルで高得点で優勝した海堂から、次のMHK杯で自分の得点を上回ったら樹里を手放すという言葉を引き出す。MHK杯まではわずか3週間だったが、これまで以上の練習を重ねて臨んだ2人は、新機軸を打ち出してきた原田組こそ下回ったものの、海堂との演技で出した得点を越え、カップルを継続できることになった。
このままでは原田組に勝てないと考えた樹里と恵は新たに「ファルーカ」をテーマにしたプログラム作りに着手する。そんななか樹里は、海堂と親しいスケーターからMHK杯のバックヤードであったことを聞かされる。海堂と組むつもりでいた桐島美幸が樹里を逆恨みし傷つけようとしていたのを海堂が取り押さえて、樹里達は無事に滑り切ることができたというのだ。なぜ自分達を庇ったのかと海堂に思いを馳せていた樹里は、今まで何度も、容姿だけでなく性格やスケートまでも彼と恵が似ていると感じていたことに気づく。所属クラブをやめてしまったという海堂は、ヒロミの店でフラメンコダンサーとして働いていた。偶然再会した樹里が問いただすと、自分が剛士の息子で恵の異母兄だと認めたものの、同時に、母や自分を捨てた剛士と恵の破滅を願う海堂の憎しみの強さを樹里は目の当たりにする。だがやがて海堂は、剛士と母は愛し合っていたこと、身ごもったあとで剛士に既婚だと明かされ、母から別れを告げたことを知る。子供は堕ろしたと聞かされていた剛士に「生きていてくれたのか」と言われ、さらに、裕福な家庭で何不自由なく育ったように見える恵も海堂と同じように苦しみを抱えていたことも樹里に聞かされる。恵もまた対立し合っていた自分たちがよく似ていると理解する。
そして迎えた全日本選手権。自分たちが今まで受けたすべての愛のために滑った樹里と恵は優勝を果たし、それを見届けた海堂はスペインへと旅立った。　

## 登場人物
秋吉 樹里（あきよし じゅり）
城東アイスクラブ所属のアイスダンス選手。カップルを組んで3年目のパートナーと全日本選手権に出場予定だった。祖母と2人暮らしの高校2年生。
松木 恵（まつき けい）
全日本5連覇、世界選手権4位の実力を持っていたが、演技中の事故でシングルスケーターとしては再起不能になり、アイスダンスに転向する。KO大学1年生。
海堂 恩（かいどう しのぶ）
ルーマニアに留学していたという男子シングル選手。無名の存在だったが、初出場の全日本選手権で優勝。優れたフラメンコダンサーでもある。
貝谷 真紀子（かいや まきこ）、筒美 一（つつみ はじめ）
全日本王者の桐島・井上組のコーチだったが、樹里たちを指導するために城東アイスクラブに移籍。目標に冬季五輪を掲げる。
原田 真琴（はらだ まこと）、原田 了（はらだ りょう）
札幌白石クラブ所属のアイスダンスカップル。17歳の双子の兄妹。
岡 ミキ（おか ミキ）
樹里の親友で城東アイスクラブ所属のフィギュアスケーター。
沖（おき）
通称オッキー。アイスホッケー選手でミキの恋人。
桐島 美幸（きりしま みゆき）
井上とのカップルでアイスダンスの全日本選手権王者だった。
樹里の祖母
元芸者で、現在は料亭「秋吉」を経営。
秋吉 京子（あきよし きょうこ）
樹里の母。フラメンコダンサーだったが、10年前に樹里の父である夫とともにスペインでの交通事故で亡くなった。
ヒロミ
樹里の伯母。横浜でスペインレストラン「フィエスタ」を経営。
松木 剛士（まつき ごうし）
恵の父で西皇グループ社長。日本スケート協会の理事であり、恵がかつて所属していた芝スケートリンクのオーナーでもある。
恵の母
剛士の妾だったが、後妻として8歳の恵をつれて松木家に入る。心を病み、恵を小学生と思っている。
高口（たかぐち）
恵の実家に20年勤める家政婦。
エミリア
ルーマニアの女子シングル選手。エキジビションで海堂とアイスダンスを披露したことがある。
フェルナンダ・エスカミーリャ
海堂の母。フラメンコダンサーで「ファルーカ」の名手。10年前、樹里の両親とともに交通事故で亡くなった。

## 同時収録作品
- 7巻

『有楽町で逢いましょう』別冊マーガレット 1987年2月号掲載作品
- 8巻

『彼女が水着に着がえたら』別冊マーガレット 1989年10月号掲載作品

## 書誌情報
- 槇村さとる 『白のファルーカ』 集英社 〈マーガレットコミックス〉、全8巻
  1. 1987年12月22日初版発行（12月17日発売）、ISBN 4-08-849343-5[2]
  2. 1988年3月30日初版発行（3月25日発売）、ISBN 4-08-849372-9[7]
  3. 1988年6月30日初版発行（6月24日発売）、ISBN 4-08-849405-9[8]
  4. 1988年10月28日初版発行（10月25日発売）、ISBN 4-08-849446-6[9]
  5. 1989年2月28日初版発行（2月23日発売）、ISBN 4-08-849488-1[10]
  6. 1989年6月28日初版発行（6月23日発売）、ISBN 4-08-849529-2[11]
  7. 1989年10月30日初版発行（10月25日発売）、ISBN 4-08-849577-2[3]
  8. 1990年1月30日初版発行（1月25日発売）、ISBN 4-08-849613-2[5]

- 槇村さとる 『白のファルーカ』 集英社 〈集英社文庫〉、全4巻
  1. 1998年6月18日初版発行、ISBN 4-08-617354-9
  2. 1998年6月18日初版発行、ISBN 4-08-617355-7
  3. 1998年8月11日初版発行、ISBN 4-08-617356-5
  4. 1998年8月11日初版発行、ISBN 4-08-617357-3

- 槇村さとる 『白のファルーカ』 集英社 〈集英社ガールズリミックス〉、全2巻

上 アイスダンスの頂点を目指して編 2006年2月1日発行、ISBN 4-08-109136-6
下 氷上に刻む愛憎編 2006年2月1日発行、ISBN 4-08-109137-4